# Ulica Krakowska w Poznaniu

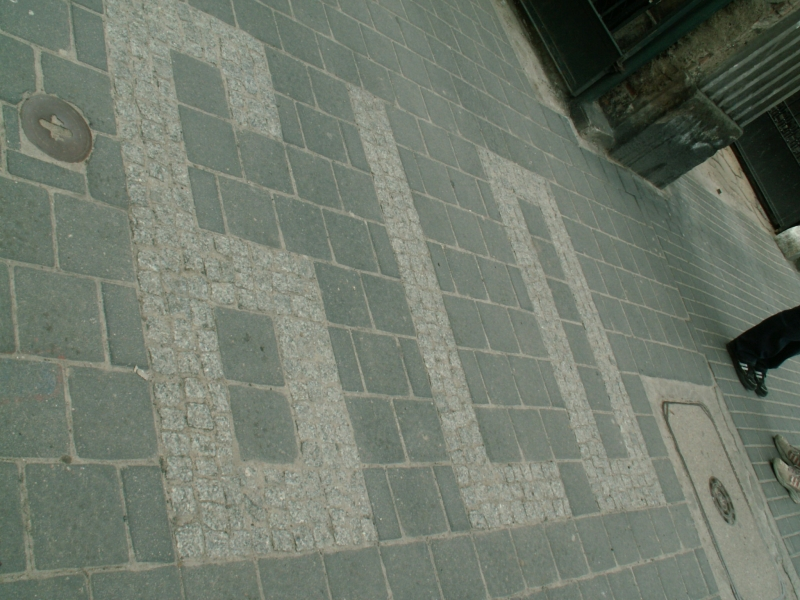
Napis przed wejściem do VI LO

Ulica Krakowska w Poznaniu – ulica w centrum Poznania, na terenie Rybaków i Piasków, zlokalizowana w południowej części osiedla samorządowego Stare Miasto. Na zachodzie kontynuacją jest ul. Kościuszki (od ul. Półwiejskiej), a na wschodzie ul. Kazimierza Wielkiego (od ul. Strzeleckiej). 
Na ulicy obowiązuje jeden kierunek ruchu, w stronę ulic Kazimierza Wielkiego i Strzeleckiej, nie dotyczy on jednak rowerzystów – na północnej stronie wyznaczony został kontrapas.

## Historia
Powstała jako droga, wytyczona wzdłuż dawnych obwarowań pruskich, będących częścią Twierdzy Poznań (lata 1828–1869). W ramach rozbiórki Twierdzy, traktu nie zlikwidowano, a przekształcono w miejską ulicę nazwaną Karmeliterwall. W okresie międzywojennym nosiła miano Wałów Jagiełły. Po II wojnie światowej był to fragment ul. Kościuszki, a od 1977 wyodrębniono go w samodzielną drogę o obecnej nazwie. W 1945 (od 18 czerwca) po ulicy kursowała prowizoryczna kolej wąskotorowa do wywożenia gruzów, przy obsłudze której zatrudniono około dwustu jeńców niemieckich.

## Zabytki i istotne obiekty
Od zachodu są to:
- Zespół Szkół Budownictwa nr 1,
- dawny Królewski Urząd Miar i Państwowy Urząd Wzorcowniczy, ukończony w 1918, według projektu Rudolfa Otto Mayera (numer 19),
- VI Liceum Ogólnokształcące im. Ignacego Jana Paderewskiego
- Kościół Bożego Ciała,
- pomnik proroka Eliasza,
- kamienice pod numerami: 23 (około 1910–1915), 25 (około 1910), 30, 32 i 34 (wszystkie trzy zaprojektowane przez Jerzego Tuszowskiego z 1927).

Na narożniku ulic Krakowskiej, Kościuszki i Półwiejskiej znajduje się główne wejście do Starego Browaru. W kamienicy pod numerem 30 mieszkał i tworzył w latach 1929–1981 Józef Krzyżański - kapista. Upamiętnia go mosiężna tablica pamiątkowa w formie palety malarskiej projektu Józefa Petruka. Odsłonięto ją 14 września 1997. Tekst głosi: W domu tym / w latach 1929-1981 / mieszkał i tworzył / Józef / Krzyżański / 1898-1987 / wybitny / artysta malarz / kolorysta.